# Yngve Lundh
Yngve Lundh (* 5. April 1924 in Bollnäs; † 10. März 2017 ebenda) war ein schwedischer Radrennfahrer und nationaler Meister im Radsport.

## Sportliche Laufbahn
Bei den Olympischen Sommerspielen 1952 in Helsinki wurde er im olympischen Straßenrennen beim Sieg von André Noyelle als 16. klassiert. Die schwedische Mannschaft kam in der Mannschaftswertung auf den vierten Platz.
1944 gewann er seine erste nationale Meisterschaft, er wurde Titelträger im Einzelzeitfahren der Junioren. 1947 siegte er in der Meisterschaft der Nordischen Länder im Straßenrennen und in der Mannschaftsverfolgung (unter anderem mit Harry Snell im Team). Ein Jahr später wurde er Vize-Meister im Einzelzeitfahren hinter Arvid Adamsson. Er startete bei den UCI-Straßen-Weltmeisterschaften und belegte beim Sieg von Harry Snell den 7. Platz. 1948 und 1952 siegte er im Solleröloppet.
1949 konnte er sowohl die Schweden-Rundfahrt (Sex-Dagars) als auch die Mälaren-Runt sowie das Skandisloppet für sich entscheiden. Den Sieg in der Schweden-Rundfahrt wiederholte er 1950 (vor Bengt Froböm). Bei den UCI-Straßen-Weltmeisterschaften wurde er Neunter. Nach dem Sieg in der Schweden-Rundfahrt erhielt er ein Angebot des italienischen Radsportteams Bartali Profi zu werden, das er jedoch ablehnte.
1951 gewann er das Eintagesrennen Östgötaloppet. 1952 gewann er die nationale Meisterschaft im Straßenrennen und siegte erneut im Solleröloppet. 1954 gewann er wiederum die Schweden-Rundfahrt und bei den nordischen Meisterschaften in der Mannschaftswertung auf der Bahn. Mehrfach gewann er Medaillen bei den nationalen Titelrennen in verschiedenen Disziplinen. In schwedischen Medien wird er auch Yngve Lund genannt.